# Hydnocarpus curtisii
Hydnocarpus curtisii är en tvåhjärtbladig växtart som beskrevs av George King. Hydnocarpus curtisii ingår i släktet Hydnocarpus och familjen Achariaceae. Inga underarter finns listade i Catalogue of Life.